# Josephella marenzelleri
Josephella marenzelleri är en ringmaskart som beskrevs av Maurice Caullery och Mesnil 1896. Josephella marenzelleri ingår i släktet Josephella och familjen Serpulidae. Arten har ej påträffats i Sverige. Inga underarter finns listade i Catalogue of Life.